# Niklas Sandberg (calciatore 1978)
Niklas Magnus Sandberg (Stoccolma, 3 settembre 1978) è un ex calciatore svedese, di ruolo difensore.

## Carriera

### Club
Sandberg iniziò la carriera professionistica con il Västerhaninge, per giocare poi nell'AIK. Giocò poi nel Sirius e nello Helsingborg, prima di tornare a Stoccolma per militare nel Café Opera.
Nel 2004, tornò all'AIK. A maggio 2007 firmò per il CFR Cluj, diventando il primo calciatore svedese della storia della Liga I. Passò poi ai norvegesi dello Stabæk, per cui esordì nella Tippeligaen il 23 agosto 2008: sostituì Tom Stenvoll nel pareggio per 1-1 contro il Lyn Oslo. L'anno seguente, si trasferì allo Haugesund, in Adeccoligaen. Debuttò il 5 aprile 2009, nel pareggio per 2-2 in casa del Tromsdalen. Il 24 maggio segnò la prima rete, nel 3-1 inflitto al Mjøndalen. Contribuì alla promozione del club nella Tippeligaen.
Successivamente, vestì le maglie di Singapore Armed Forces e Brage, per poi ritirarsi.

### Nazionale
Giocò 2 partite per la Svezia, nel 2007.